# Porcherie (chanson)
Porcherie est une chanson du groupe français de punk rock Bérurier Noir sortie en 1985. Elle dresse un portrait critique du monde et un discours hostile au capitalisme, à la répression politique et à l'extrême droite. Le titre est rallongé en concert à partir de 1988 du refrain scandé « La jeunesse emmerde le Front national ! ».

## Historique

### Écriture
Les textes sont écrits par François Guillemot, le chanteur. Ils dressent un tableau pessimiste du monde et livrent un discours hostile au capitalisme, à la répression politique, à l'oppression et à l'extrême droite. L'antiétatisme est également présent. François revient sur son texte en 2019 : « état des lieux radical de la violence mondiale ».
Le titre et le thème de la chanson est une référence au film du même nom de Pasolini. Plusieurs thématiques sont communes : le nazisme, le cannibalisme, les humains comparés à des porcs.
Le contexte politique français inspire également les textes, et notamment la progression politique du Front National. Le morceau est en effet écrit en 1984, alors que le FN réalise son plus gros score dans une élection nationale à l'occasion des élections européennes, c'est-à-dire 11 % des suffrages exprimés,.

### Enregistrement
Le titre est enregistré en février 1985 et sort en mars 1985 sur l'album Concerto pour détraqués, sur le label Bondage.

### Version concert
Le titre est rallongé en concert du refrain scandé « La jeunesse emmerde le Front national ! » à partir de 1988. Le score de 14 % du FN, aux élections présidentielles de 1988, le classant 4e, semble être un déclencheur. Ce slogan est repris dans les manifestations et marquera le concert de l'Olympia en 1989, immortalisé dans l'album Viva Bertaga,,. Beaucoup pensent depuis que ce slogan est le vrai titre de la chanson[source insuffisante].

## Portée
Le titre devient iconique de l'œuvre de Bérurier Noir et plus globalement de l'antiracisme et de l'antifascisme,. Il est revenu ainsi sur le devant de la scène lorsque Jean-Marie Le Pen se qualifie au deuxième tour des élections présidentielles de 2002.
En 2024, dans un contexte où le parti d'extrême droite Rassemblement National connaît un score historique aux élections européennes, puis législatives, le morceau connaît un nouveau regain,,, et donne lieu à une reprise du collectif Riposte Populaire très partagée sur les réseaux sociaux,. Le slogan « La jeunesse emmerde le Front National » est scandé dans de nombreuses manifestations.

## Reprises
- En 1999, par Tuniq's (sur la compilation Viva Béru).
- En 2007, par Opium du peuple[20].
- Le groupe Skip the Use reprend souvent sur scène le titre Porcherie.
- Le DJ Laurent Garnier insère souvent « La jeunesse emmerde le front national » dans ses mix[21].
- En 2024, Riposte Populaire, un collectif éphémère d'artistes, de citoyens, de citoyennes s'est formé pour ré-enregistrer le titre sous le nom "Porcherie 2024"[22]. Le collectif, mené par le groupe Tagada Jones, est constitué de Guizmo du groupe Tryo, Paul des Fatals Picards - Eric L3F - Irvin Darcy - Zoé - Manou d'Elmer food Beat - Tibo Son’s Of O' Flaherty - Maïa - Stef TJ -  Fab UV - Max -  Freddy Cachemire - Waner TJ - Laouenn - Linda - Maud - Mouss & Hakim - Niko Jones - Franck de Marcel & son Orchestre - Poun de Black Bomb A - Klodia - Mous de Mass Hysteria - David et Viber Sidilarsen - Laurent Karila - Stef Buriez Loudblast  - Aldebert - Aurélie - Guillaume, Sean, Joey d'Opium du Peuple[23].